# Sportverein Seeon

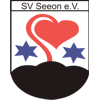
Wappen des Vereins „SV Seeon e.V.“

Der SV Seeon (vollständiger Name: Sportverein Seeon e.V.) ist ein Sportverein aus Seeon im oberbayerischen Landkreis Traunstein. Bekannt ist der Verein vor allem durch seine Basketballmannschaft Seeon Lakers und durch seine Eisstockschützen, welche sich seit 2019 dem Wettbewerb in der 1. Bundesliga des Deutschen Eisstock-Verband e.V. (DESV) stellen.

## Geschichte
Der Verein wurde im Jahr 1964 in Seeon gegründet. Zu Beginn teilte sich der Verein die Außenanlagen und die Halle der Grundschule Seeon. Im Jahr 2009 wurde beschlossen, die alte Schulhalle abzureißen, um mit einer neuen Mehrfachturnhalle mit Fokus auf den Basketballsport zu erbauen. Diese Halle wird weiterhin von Grundschule und dem Verein genutzt.
Momentan beherbergt der Verein acht Abteilungen mit knapp 1200 Mitgliedern. Mit dem eigenen Magazin „Sport im Herzen Chiemgaus“ informiert der Verein im Umfeld des Gemeindegebiets über Sportangebote der drei Gemeinde-Vereine (SV Seeon, SV Truchtlaching, SV Seebruck), porträtiert Sportler aus der Umgebung und weist auf außersportliche Familien-Veranstaltungen hin, u. a. den Regnauer Triathlon oder den Tag des Sports in Seeon.

## Eisstockschützen
Nach einer erfolgreichen Saison in der 2. Bundesliga Süd konnte das Team des SV Truchtlaching-Seeon, eine Spielergemeinschaft der Vereine SV Truchtlaching und SV Seeon, in der Eishalle Berchtesgaden den erstmaligen Aufstieg in die 1. Bundesliga verbuchen.
In der Vergangenheit konnten die Eisstockschützen vom SV Seeon ebenfalls erfolgreich an Welt- und Europameisterschaften teilnehmen. So holte Georg Mussner in den Jahren 1979 und 1986 in Tarasp und 1981 in Ritten, je drei Europameistertitel für Deutschland. Zudem hielten die Schützen Helmut Wimmer (508,40 m), Georg Mussner (511,72 m), Peter Mussner (551,81 m) und Konrad Freiwang (553,02 m) jeweils den Weltrekord im Eisstockweitschießen.

## Seeon Lakers Basketball
Die Abteilung Basketball wurde im März 1990 unter dem Namen „Seeon Lakers“ gegründet. Der Name „Lakers“ wurde auf Grund der Lage der Ortschaft Seeon am Seeoner See und den Seeoner Seeplatten gewählt. Das Logo der Lakers zeigt einen aus dem See auftauchenden Arm, welcher mit einem Basketball in seiner Hand den Korb zum Dunking ansteuert.
Den größten Coup schafften die Herren in der Saison 1999/2000, als sie für diese Spielzeit ihren ehemaligen Spieler Christoph Gum zurückgewinnen konnten. Gum, der mit SV Tally Oberelchingen in der Deutschen Basketball Bundesliga und im Korac-Cup teilnahm, sowie aktiver NCAA-Spieler in den USA (Piedmont College) gewesen ist, bescherte 2001 den Lakers den Aufstieg in die bayerische Oberliga. Ein Erfolg für die kleine Chiemsee-Gemeinde.
Weiteres Highlight bot zudem die Veranstaltung „Chiemgau-Open“ in Seeon, bei welcher Basketball-Teams, größtenteils aus Bayern und Baden-Württemberg, gegeneinander antraten und welches im Jahr 1999 durch die Teilnahme von Jens Kujawa, Basketball-Europameister von 1993, weiter aufgewertet wurde.
Nachdem die Abteilung 2015 seine Herren-Mannschaft aufgelöst hatte, begann 2017 der Neuanfang mit einem neuen Abteilungskonzept, um erfolgreiche Jugendarbeit zu etablieren und im Zentrum des Chiemgaus weiterhin qualitative Arbeit zu leisten.